# Constance av Normandie
Constance av Normandie, född 1057/61, död 13 augusti 1090, var en engelsk prinsessa och hertiginna av Bretagne.   Hon var dotter till Englands kung, hertig Vilhelm Erövraren av  Normandie, och Matilda av Flandern. Hon var gift med hertig Alan IV av Bretagne. 
Constance beskrivs som den mest begåvade av sina föräldrars döttrar. Eftersom hon vars sin mors favorit blev hon gift sent: först 1086 arrangerades hennes äktenskap med Alan IV av Bretagne. Hon avled barnlös, möjligen av förgiftning.